# Cosmología fractal

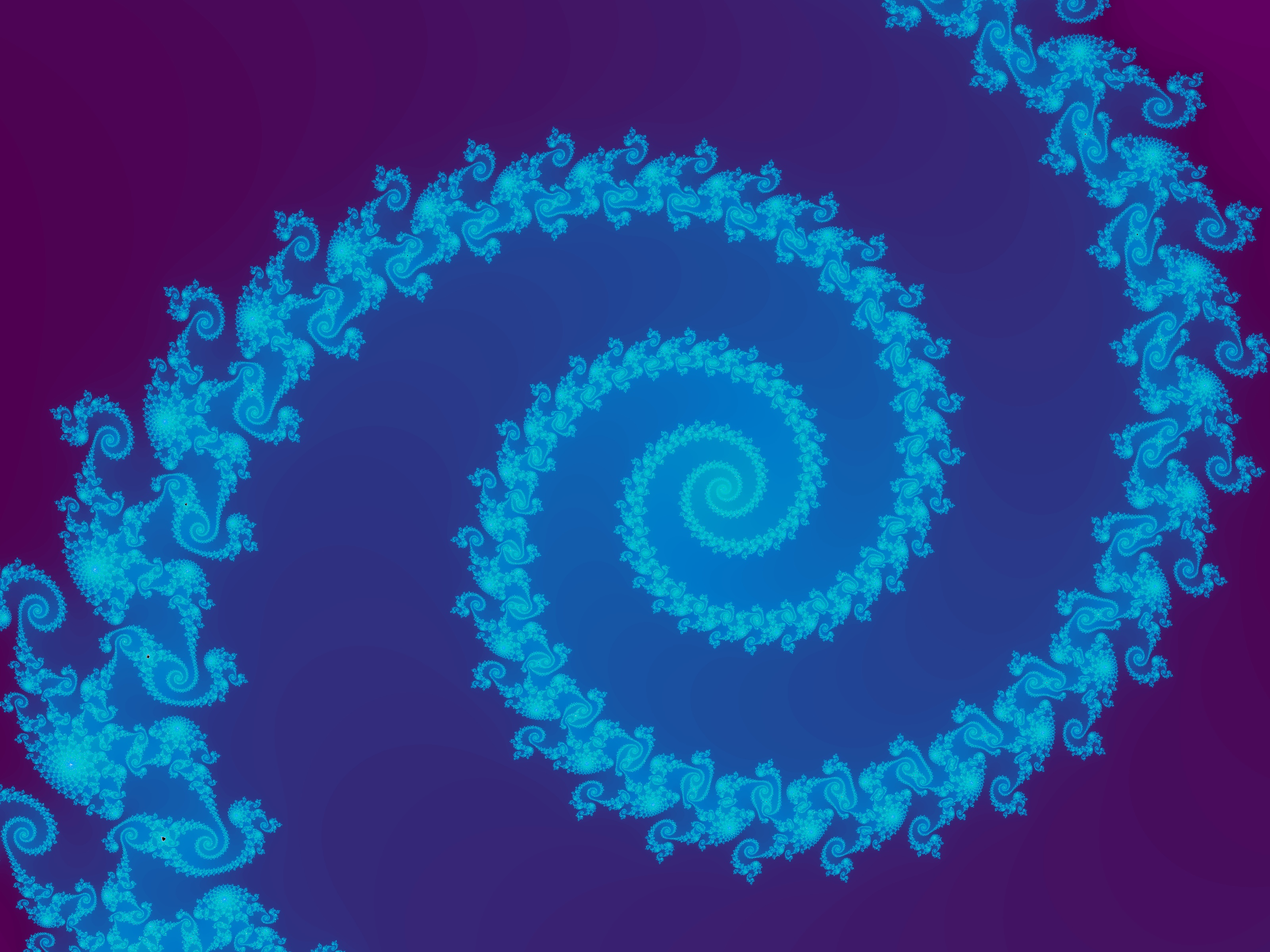
Una "galaxia de galaxias" en el conjunto de Mandelbrot

La cosmología fractal se refiere al uso de modelos fractales en el contexto de la cosmología física, tanto para la estructura del universo a gran escala como se hace en cosmología observacional o como modelo a muy pequeña escala para la estructura del espacio-tiempo en gravedad cuántica.
Los cosmólogos emplean diversas herramientas en su estudio del universo, tanto aparatos teóricos como observaciones físicas, tomando en consideración el rango completo de escalas desde el reino de lo infinitesimalmente pequeño a la escala de Planck, hasta la escala macro del universo conocido. En ocasiones llegan más allá de lo que es observable por medios directos. Lo cierto es que las fractales y sus estructuras derivadas han sido propuestas como modelo geométrico en casi cualquier lugar que haya caído bajo el escrutinio de los cosmólogos. 
Es digno de mención que se encuentren fractales y trazas de fractalidad, tanto en cosmología teórica como observacional. En cosmología teórica han sido usados especialmente en el nivel microscópico, mientras que en cosmología observacional se han usado especialmente para caracterizar la estructura del Universo a gran escala.

## Fractales en cosmología observacional
En cosmología observacional los fractales fueron introducidos como modelo de universo por Mandelbrot como hipótesis para resolver la paradoja de Olbers y explicar la ocurrencia de amplias regiones oscuras en el firmamento. De acuerdo con esta hipótesis si el conjunto de estrellas forma un fractal similar a un polvo de Cantor de dimensión inferior a tres la paradoja queda resuelta, ya que en ese caso aún en un universo infinito el cielo contendría regiones oscuras. Las estimaciones sugieren que el universo es más bien un objeto multifractal cuya dimensión de Hausdorff-Besicovitch sería DH ~ 2,1±0,1 y cuya dimensión de correlación D2 ~ 1,3±0,1.
La demostración de la fractalidad a gran escala del universo requiere de observaciones adicionales (en concreto de la radiación microondulada de fondo) y complicadas soluciones matemáticas basadas en la teoría de la relatividad de Einstein, lo que presenta gran complejidad. Entre algunos de sus objetivos más ambiciosos, la fractalidad del universo podría determinar con una grado de exactitud sin precedentes, la distribución de los supercúmulos galácticos y en general de toda la materia del universo, incluyendo la oscura.

## Fractales en cosmología teórica
En cosmología teórica la geometría fractal ha sido usada como un intento de describir la naturaleza irregular que debería tener el espacio-tiempo a muy pequeña escala debido a las fluctuaciones cuánticas. Así se ha conjeturado que a muy pequeñas escalas el espacio-tiempo no es suave ni tiene estructura de variedad diferenciable sino que debería ser una especie de "espuma cuántica". 
En ese contexto se ha tratado de explicar el colapso del espacio-tiempo que se produce en el interior de los agujeros negros y relacionarlo con la gravedad a nivel protónico, superando algunos de los mayores escollos de la cosmología actual. Este modelo podría aportar correcciones al modelo del Big Bang.
Otra área de la cosmología donde se ha usado la geometría fractal, es la postulación de masa imaginaria (entendida como un número imaginario) asociada a la definición de los taquiones, habida cuenta de la relación entre el plano de los números complejos y la geometría fractal.
Finalmente, se han planteado conjeturas matemáticas en torno a la supuesta naturaleza fractal de la mecánica cuántica (véase por ejemplo G. N. Ord o Laurent Nottale), llegando a postularse la exótica idea de sacrificar el tiempo unidimensional monodireccional por un tiempo bidimensional y fractal.